# Jean Charles Abbatucci
Pour les autres membres de la famille, voir Famille Abbatucci.
Pour l'homme politique bonapartiste, voir Jean-Charles Abbatucci (homme politique).
Pour les autres membres de la famille, voir Famille Abbatucci.
Jean Charles Abbatucci, fréquemment orthographié Abatucci, né le 15 novembre 1770 à Zicavo en Corse et mort le 2 décembre 1796 à Huningue, dans le Haut-Rhin, est un général français de la Révolution.

## Biographie

### De sous-lieutenant à chef de bataillon
Il est le fils du général Jacques Pierre Abbatucci et de Maria Angela de La Costa. Il obtient du roi de France une bourse d'élève à l'École d'application de l'artillerie et du génie, de Metz, en 1788. Il est nommé élève sous-lieutenant le 1er septembre 1789. Sa carrière est fulgurante, il est promu 2e lieutenant le 6 janvier 1792 et affecté au 2e régiment d’artillerie à pied. Il est promu 1er lieutenant le 18 mai. Le 1er novembre 1792, il est promu capitaine et passe au 2e régiment d'artillerie à cheval, que l'on vient d'organiser. Il est employé à l'armée du Rhin, lors de la campagne des 1792. Le premier coup de canon tiré sur le Rhin est pointé par Abbatucci contre une barque ennemie qui descend le fleuve. C'est lui-même, seul à la batterie qui sert la pièce, l'ajuste, tire et coule l'embarcation. Ses soldats l'entourèrent, et dans le premier élan de cet enthousiasme que les guerres de la révolution nourrissaient, voulurent le nommer général. L'année 1792 se termine avec sa promotion au grade de lieutenant-colonel qui récompense sa valeur durant la campagne. Son grade est transformé en chef de bataillon par le décret du 21 février 1793. Le 15 avril 1793, il est affecté à la 7e compagnie d'artillerie légère. Le 8 décembre 1793, sa brillante conduite le fait remarquer par le général Pichegru qui le prend comme aide de camp.

### Chef de brigade
Il est promu adjudant général, chef de brigade provisoire le 9 juin 1794, il est confirmé dans ce grade par le comité de salut public le 21 juillet suivant. De 1794 à 1795, il participe à la campagne de Hollande avec l'armée du Nord. Puis il est employé à l’avant-garde de l'armée de Rhin et Moselle où il sert jusqu’à sa mort. Le général Moreau, qui a remplacé le général Pichegru, le charge, en juin 1796, de préparer le passage du Rhin avec les adjudants-généraux Bellavène, Decaen et Montrichard. Il participe à la prise du fort de Kehl le 23 juin 1796, où il signale à nouveau son courage. Cette action permet la jetée d'un pont entre Strasbourg et Kehl sur lequel l'armée peut passer le 26 juin 1796.

### Général de brigade
La brillante conduite dont il fait preuve lors du premier passage du Rhin entraîne sa nomination au grade de général de brigade le 10 juillet 1796. Le 14 juillet, il soutient un combat acharné dans les gorges d'Ellmunster et de Schweighausen défendues par le corps de Condé auxquelles il enlève ces deux positions. Le 12 août, il atteint l'arrière-garde du corps de Condé près de Westerheim à Wertheim. Il la fait poursuivre avec ardeur jusqu'au camp d'Erekeim. Mais le prince de Condé ayant fait avancer d'autres troupes, il s'ensuit un combat sanglant où longtemps la victoire demeure indécise. Abbatucci reçoit, fort opportunément, de nouvelles troupes qui en menaçant de couper la droite des émigrés, forcent le duc d'Enghien, qui les commande, à la retraite. Le 13, près de Kammlach, il essuie d’abord un échec. Son corps est repoussé, sur plusieurs points, par les émigrés et sans le secours de la 89e demi-brigade, ses troupes auraient succombé. Abbatucci reprend alors l'offensive, repousse l'ennemi jusqu'à Mindelheim et lui fait 1.000 prisonniers. Alors qu'il est employé à la 1re division, sous les ordres du général Delaborde, il gagne l'estime de ses soldats en donnant, le 24 août, une impulsion irrésistible au passage à gué du Lech. Ses troupes doivent franchir, devant l'ennemi, ce fleuve large et rapide. Le premier bataillon envoyé est englouti dans les eaux du fleuve. Aussitôt Abbatucci, accompagné du général Montrichard, du chef de brigade Cassagne et de l'aide de camp le capitaine Savary, s'élance à la tête d'un second bataillon, anime sa troupe par son exemple et ses paroles, sauve ceux que le courant entraîne et les conduit enfin sur l'autre rive. Il redescend le fleuve à la nage et sauve encore plusieurs soldats,. Il se porte aussitôt sur Kussing, s'empare de cette position, et marche sur la route de Ratisbonne afin de couper la retraite de l'ennemi. Le 30 août, il repousse les avant-postes du général autrichien Deway sur la rive droite de l'Iser. A partir du 20 octobre, il commande la division à la place du général Delaborde et protège la retraite des Français près de Neubourg. Il a, au cours de cette journée, un brillant engagement avec le corps du prince de Condé. Savary rapporte dans ses mémoires qu’Abbatucci traita les émigrés en ennemi généreux. Il se signale à nouveau, le 24 octobre, au malheureux combat de Schliengen.

### Général de division
Promu au grade de général de division, au moment où Moreau est contraint de repasser le Rhin après la défaite du corps de Jourdan, Abbatucci se voit confier, le 26 octobre, le commandement de la tête de pont de Huningue. Cette forteresse qui couvre la Haute-Alsace revêt une grande importance. Les Autrichiens viennent mettre le siège devant la ville en même temps qu'ils font le blocus de Kehl, où Desaix et Lecourbe se sont enfermés. Abbatucci tient tête aux 20 000 hommes de l'armée autrichienne du prince de Wurtemberg et refusa toute proposition de capitulation. Dans la nuit du 30 novembre au 1er décembre, les Autrichiens attaquent et s'emparent de l'ouvrage à corne. Abbatucci effectue, à la tête de ses grenadiers, une sortie d'une rare audace qui met en déroute les troupes ennemies. C'est au cours de cette action, alors qu’il se trouve dans la grande île faisant face à la ville, qu'il est mortellement blessé. Une balle, tirée par un grenadier hongrois gisant blessé dans les fossés, vient le frapper au flanc. Il tombe dans les bras du capitaine Foy et son dernier cri est : "Pour la patrie". Transporté à Huningue, il y meurt le 2 décembre à l'âge de 26 ans. Sa mort est suivie de la reddition de la forteresse que les Français évacuent le 5 février 1797.

## Honneurs

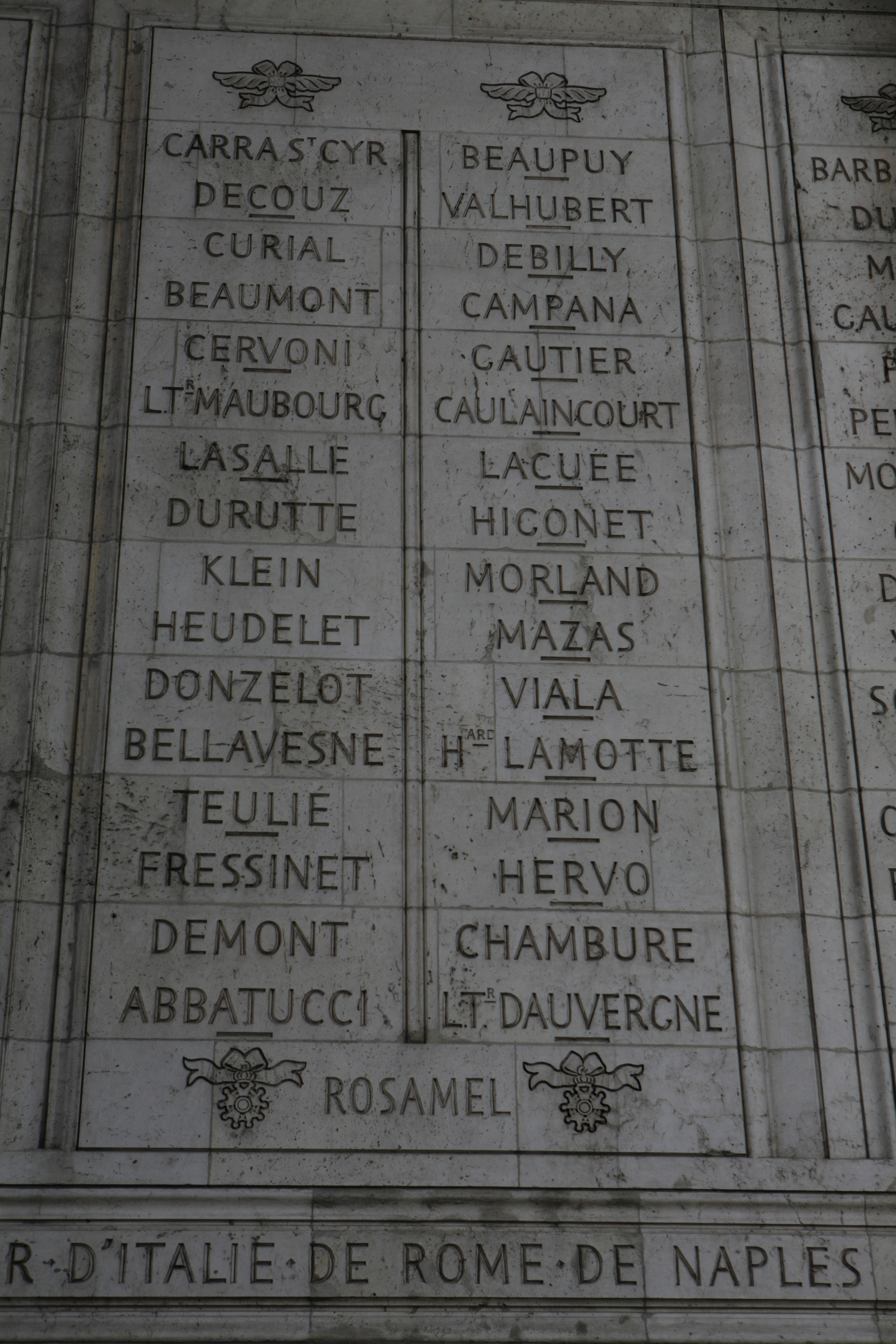
Noms gravés sous l'arc de triomphe de l'Étoile : pilier Est, 17e et.

- Le général Jean Charles Abbatucci fait partie des 660 officiers de la Révolution et de l'Empire à avoir son nom gravé sur l'Arc de triomphe. Celui d'Abbatucci est sur le coté Est.

- Le général Moreau fait ériger, après la conclusion de la paix, en 1801 , un monument en l'honneur de ce guerrier estimé et regretté de l’armée, sur le lieu même où il avait succombé avec gloire. Le monument portait l'inscription suivante : "L'Armée du Rhin, commandée par le général Moreau à son retour d'Allemagne en l'an IX, à la mémoire du général Abbatucci, mort des suites des blessures qu'il a reçues le X frimaire an V dans la XXVIème année de son âge. Soldat, qui que tu sois, respecte sa mémoire". Ce monument est vandalisé, en février 1816, par les troupes coalisées européennes.
- En 1819, le général Rapp ouvre une souscription pour le rétablir. Ce n'est cependant qu'en 1828 (Révolution de Juillet)  et à l’initiative du général Foy , compagnon d'armes d'Abbatucci, qu'un nouveau monument  est édifié route de Saint-Louis. Il est restauré en 1856 avec l’ajout de deux bas-reliefs de bronze par Philippe Grass : "Le passage du Lech en Bavière" et "Le général est blessé à la défense d'Huningue". En 1904 , le monument est déplacé de la route de Saint-Louis sur ce qui deviendra la place Abbatucci à Huningue . Sur une base en marbre, est érigé un obélisque de 8 m en grès  rouge ; sur les deux bas-reliefs[7] , le général Abbatucci est représenté au passage du Lech en Bavière (24 août 1796) et lorsqu'il est blessé mortellement à Huningue le 30 novembre, soutenu par le futur général Foy.
- Le 27 août 1854, une statue, oeuvre de la Fonderie Eck et Durant et du sculpteur Vital-Dubray, lui est élevée sur la petit place Abbatucci, entre le cours Napoléon et le boulevard Sampierro, à Ajaccio[8].
- Un buste en marbre par Vital-Dubray se trouve dans la galerie des Batailles au château de Versailles.
- Une rue lui fut brièvement attribuée de 1868 à 1879 dans le 8e arrondissement de Paris puis son nom fut remplacé par celui de La Boétie.

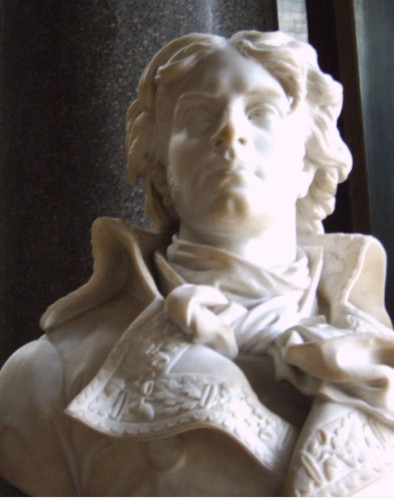
Le général Jean Charles Abbatucci par Vital-Dubray.